# Serra Verde Express

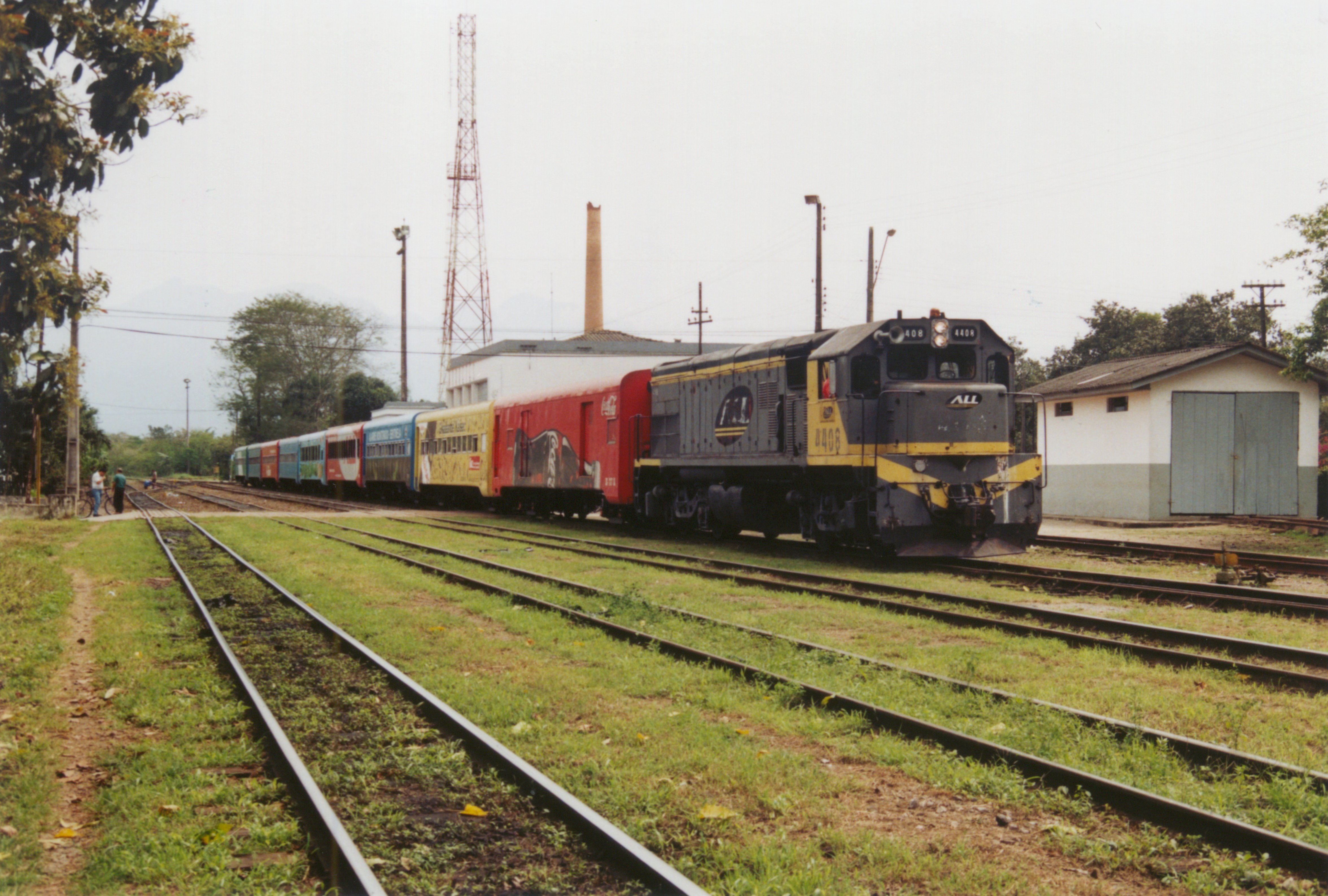
Der Serra Verde Express im Bahnhof von Morretes (2002)

Serra Verde Express ist ein Unternehmen mit Firmensitz in Curitiba, der Hauptstadt des brasilianischen Bundesstaates  Paraná.
1996 begann das Unternehmen im Rahmen der Privatisierung der staatlichen brasilianischen Eisenbahngesellschaft Rede Ferroviária Federal Sociedade Anônima (RFFSA) mit der Übernahme der Konzession für die Strecke von Curitiba nach Paranaguá mit dem Betrieb des Personenverkehrs und dem unter dem Namen „Serra Verde Express“ bekannt gewordenen Touristenzug.
Inzwischen betreibt das Unternehmen weitere Touristenzüge auf verschiedenen Strecken in drei Bundesländern, und der inzwischen in „Trem da Serra do Mar“ umbenannte Zug auf der Strecke von Curitiba nach Paranaguá ist nach den Iguaçu-Wasserfällen die zweitgrößte Touristenattraktion in Paraná und transportiert im Jahr um die 150.000 Fahrgäste.

## Von Serra Verde Express betriebene touristische Personenzüge
- Trem da Serra do Mar (Curitiba – Morretes – Paranaguá / Paraná)
- Trem de Luxo (Curitiba – Morretes / Paraná, Curitiba – Piraquara / Paraná, Ponta Grossa – Cascavel / Paraná)
- Trem das Montanhas Capixabas (Viana – Domingos Martins – Marechal Floriano – Araguaya / Espírito Santo)
- Trem do Pantanal (Campo Grande – Aquidauana – Miranda / Mato Grosso do Sul)